# Argyrodes atriapicatus
Argyrodes atriapicatus là một loài nhện trong họ Theridiidae.
Loài này thuộc chi Argyrodes. Argyrodes atriapicatus được Embrik Strand miêu tả năm 1906.